# Vicomter af Béarn
Det følgende er listen over regerende vicomter (eller vicomtesser) af Béarn. Béarn fik en 1000-årig historie, men landet var et barn af feudaltiden. Det opstod i det 9. århundrede som en udspaltning fra hertugdømmet Gascogne.
Senere blev området omfattet af de oprindelige grænser for det vestfrankiske rige (det senere Frankrig) ved Traktaten i Verdun fra 843.

## Centullerne
Centulle 1. (819-866)
Loup (866-905)
Centulle 2. (905-940)
Gaston 1. (940-984)
Centulle 3. (984-1004)
Gaston 2. (1004-1022)
Centulle 4. af Béarn kaldet Den Gamle, (1022-1058), under regentskab fra 1012 til 1022
Gaston 3. af Béarn medregent for sin far, Centulle 4., død i 1053
Centulle 5. af Béarn (1058-1090), søn af Gaston 3.
Gaston 4. Korsfareren (1090-1131)
Centulle 6. (1131-1134) – under regentskab af sin mor, Talèsa af Aragonien
Guiscarda (1134 – 1147 (abdiceret)) gift med Peter 2. Soriquers, vicomte af Gabarret, som aldrig blev vicomte af Béarn, da han døde i 1118.

## Dynastiet Gabarret
Pierre 2. (1147-1153), førstefødte søn af Guiscarda
Gaston 5. (1153-1170), yngre søn af Guiscarda
Marie (1170-1173), datter af Guiscarda, gift med Vilhelm af Moncade.

## Dynastiet Moncade
Gaston 6. (1173-1214), søn af Marie
Vilhelm 1. (1214-1224)
Vilhelm 2. (1224-1229)
Gaston den Store (1229-1290)

## Dynastiet Foix-Béarn
Margrete af Moncade gift med Roger-Bernard 3. af Foix (1290-1302)
Gaston 8. af Béarn eller Gaston 1. af Foix (1302-1315)
Gaston 9. af Béarn eller Gaston 2. af Foix (1315-1343)
Gaston 10. Fébus af Béarn eller Gaston 3. Fébus af Foix (1343-1391)
Mathias af Foix-Castelbon (1391-1398), nevø af Gaston Febus

## Dynastiet Grailly
Isabella af Foix-Castelbon, datter af Mathias og Archambaud af Grailly (1398-1412)
Johan 1. af Foix-Béarn-Grailly (1412-1436)
Gaston 11. af Béarn eller Gaston 4. af Foix-Grailly (1436-1472) gift med Eleonora af Navarra

## Dynastiet Navarra
Frans Febus af Navarra-Foix-Grailly (1472-1483)
Catherine 1. af Navarra-Foix-Grailly(1483-1517) gift med Johan 2. d'Albret (1484-1516)
Henrik 1. af Béarn-Albret (1517-1555)
Johanne 1. af Béarn-Albret (1555-1572)
Henrik 2. af Béarn-Bourbon, Henrik 3. af Navarra og Henrik 4. af Frankrig (1572-1610)
Ludvig 1. af Béarn-Bourbon, Louis 2. af Navarra og Ludvig 13. af Frankrig (1610-1620)
1620: Personalunion erstattet af sammenlægning med kongeriget Frankrig

## Eksterne links
- Vicomter af Béarn Arkiveret 5. januar 2010 hos  Wayback Machine
- Vicomter af Béarn – Centullerne
- Vicomter af Béarn – Moncade-dynastiet